# Lithornithidae
Lithornithidae — вимерла родина
безкілевих птахів ряду Lithornithiformes, що існувала в еоцені. Ці птахи мешкали в Європі та Північній Америці. Вони були схожі на сучасних тинаму. Мали довгий та тонкий дзьоб. Вони були здатні до польоту, ноги були призначені для сидіння на гілках дерев.